# Love You till Tuesday (album)
Love You till Tuesday is een soundtrackalbum van de Britse muzikant David Bowie, voor het eerst officieel uitgebracht in 1984 en opnieuw uitgebracht op cd in 1992. Het album bestaat uit nummers die hij maakte voor zijn promotionele film Love You till Tuesday uit 1969.
Deram Records, Bowie's platenlabel tussen 1966 en 1969, bracht de soundtrack van de film uit. Doordat het werd uitgebracht gedurende de tijd dat Bowie een superster was, is dit album vaak verward met zijn debuutalbum uit 1967, waarvan wel enkele nummers op dit album verschenen aangevuld met verschillende non-album singles. Het is het eerste album dat de originele versies van "Space Oddity", "Ching-a-Ling" en "When I'm Five" bevatte, naast nog nooit eerder uitgebrachte versies van "Sell Me a Coat" en "When I Live My Dream".
In 1992 bracht Pickwick Records het album uit op cd, met langere versies van "Space Oddity" en "Ching-a-Ling". De singleversies van "Love You till Tuesday" en "Rubber Band" zijn vervangen door de albumversie en een alternatieve versie van "When I Live My Dream" werd gebruikt. Ook werd de volgorde van de nummers veranderd.

## Tracklist
- Alle nummers geschreven door Bowie, met uitzondering van "Liza Jane" geschreven door Leslie Conn.

Lp-versie
1. "Love You till Tuesday" – 2:40
2. "The London Boys" – 3:18
3. "Ching-a-Ling" – 2:02
4. "The Laughing Gnome" – 3:03
5. "Liza Jane" – 2:14
6. "When I'm Five" – 2:07
7. "Space Oddity" – 3:45
8. "Sell Me a Coat" – 2:53
9. "Rubber Band" – 2:16
10. "Let Me Sleep Beside You" – 3:25
11. "When I Live My Dream" – 3:55

Cd-versie
1. "Space Oddity" – 4:31
2. "Love You till Tuesday" – 3:09
3. "When I'm Five" – 3:03
4. "Ching-a-Ling" – 2:51
5. "The Laughing Gnome" – 2:55
6. "Rubber Band" – 2:18
7. "Sell Me a Coat" – 2:58
8. "Liza Jane" – 2:14
9. "When I Live My Dream" – 3:23
10. "Let Me Sleep Beside You" – 3:24
11. "The London Boys" – 3:20